# 第71回全日本大学バスケットボール選手権大会
第71回全日本大学バスケットボール選手権大会（だい71かい ぜんにほんだいがくバスケットボールせんしゅけんたいかい）は、2019年12月9日から15日まで7日間にわたって駒沢オリンピック公園総合運動場体育館などで行われた全日本大学バスケットボール選手権大会。

## 日程
- 12月9日 - 男女1回戦
- 12月10日 - 男女1回戦
- 12月11日 - 男女2回戦
- 12月12日 - 女子準々決勝
- 12月13日 - 男子準々決勝・女子準決勝
- 12月14日 - 男子準決勝・女子3位決定戦・女子決勝
- 12月15日 - 男子3位決定戦・男子決勝・閉会式

## 会場
- 駒沢オリンピック公園総合運動場体育館
- エスフォルタアリーナ八王子

## 出場校

### 男子
北海道・東北
- 北海道1位 酪農学園大学（16年ぶり5回目）
- 北海道2位 札幌学院大学（17年ぶり2回目）
- 東北1位 東北学院大学（4年連続52回目）
- 東北2位 仙台大学（2年連続16回目）

関東
- 関東1位 大東文化大学（4年連続27回目）
- 関東2位 青山学院大学（37年連続43回目）
- 関東3位 専修大学（35年連続54回目）
- 関東4位 日本体育大学（2年連続58回目）
- 関東5位 筑波大学（71年連続71回目）
- 関東6位 東海大学（20年連続27回目）
- 関東7位 白鷗大学（9年連続11回目）
- 関東8位 日本大学（5年連続66回目）
- 関東9位 早稲田大学（5年連続63回目）
- 関東10位 神奈川大学（3年連続5回目）
- 関東11位 拓殖大学（2年ぶり46回目）
- 関東12位 中央大学（2年ぶり57回目）

北信越・東海
- 北信越1位 新潟経営大学（2年ぶり12回目）
- 北信越2位 金沢大学（15年ぶり37回目）
- 東海1位 中京大学（3年連続54回目）
- 東海2位 名古屋学院大学（5年連続8回目）
- 東海3位 名古屋経済大学（3年ぶり4回目）

近畿
- 関西1位 京都産業大学（5年連続46回目）
- 関西2位 近畿大学（3年連続53回目）
- 関西3位 大阪学院大学（8年連続10回目）
- 関西4位 天理大学（3年ぶり21回目）
- 関西5位 大阪体育大学（2年ぶり27回目）

中国・四国
- 中国1位 徳山大学（5年連続14回目）
- 中国2位 広島大学（2年ぶり25回目）
- 四国1位 松山大学（3年連続28回目）

九州
- 九州1位 九州共立大学（2年連続3回目）
- 九州2位 九州産業大学（3年連続40回目）
- 九州3位 福岡大学（2年連続48回目）

### 女子
北海道・東北
- 北海道1位 北翔大学（6年連続39回目）
- 北海道2位 札幌学院大学（2年連続2回目）
- 東北1位 仙台大学（3年連続17回目）
- 東北2位 東北学院大学（5年連続33回目）

関東
- 関東1位 東京医療保健大学（8年連続8回目）
- 関東2位 白鷗大学（24年連続24回目）
- 関東3位 拓殖大学（15年連続19回目）
- 関東4位 筑波大学（65年連続65回目）
- 関東5位 早稲田大学（29年連続31回目）
- 関東6位 専修大学（36年連続36回目）
- 関東7位 日本体育大学（9年連続64回目）
- 関東8位 山梨学院大学（3年連続6回目）
- 関東9位 松蔭大学（4年連続17回目）
- 関東10位 桐蔭横浜大学（2年連続2回目）
- 関東11位 順天堂大学（2年連続13回目）

北信越
- 北信越1位 北陸大学（3年連続3回目）
- 北信越2位 新潟医療福祉大学（4年ぶり11回目）

東海
- 東海1位 愛知学泉大学（39年連続62回目）
- 東海2位 名古屋経済大学（2年連続30回目）
- 東海3位 名古屋学院大学（2年ぶり3回目）
- 東海4位 桜花学園大学（23年連続25回目）

近畿
- 関西1位 大阪人間科学大学（43年連続43回目）
- 関西2位 大阪体育大学（50年連続50回目）
- 関西3位 関西学院大学（2年ぶり8回目）
- 関西4位 立命館大学（8年連続24回目）
- 関西5位 武庫川女子大学（35年連続54回目）

中国・四国
- 中国1位 倉敷芸術科学大学（3年連続6回目）
- 中国2位 環太平洋大学（3年ぶり9回目）
- 四国1位 愛媛大学（3年ぶり7回目）

九州
- 九州1位 日本経済大学（4年連続4回目）
- 九州2位 鹿屋体育大学（27年連続32回目）
- 九州3位 西南女学院大学（5年ぶり12回目）

## 試合結果
- K…駒沢オリンピック公園総合運動場体育館（A・B）
- H…エスフォルタアリーナ八王子（A・B）

### 男子
1回戦
| 日時      | KA                             | KB                            |
| --------- | ------------------------------ | ----------------------------- |
| 9日11:30  | 酪農学園大 57 - 116 京都産業大 | 拓殖大 105 - 65 東北学院大    |
| 9日13:10  | 新潟経営大 61 - 89 近畿大      | 中京大 100 - 65 札幌学院大    |
| 9日14:50  | 専修大 110 - 60 大阪学院大     | 仙台大 66 - 89 日本体育大     |
| 9日16:30  | 大東文化大 102 - 63 大阪体育大 | 九州産業大 77 - 95 青山学院大 |
| 10日11:30 | 早稲田大 78 - 77 天理大        | 名古屋経済大 66 - 91 中央大   |
| 10日13:10 | 徳山大 57 - 85 日本大          | 筑波大 114 - 45 金沢大        |
| 10日14:50 | 九州共立大 116 - 67 松山大     | 名古屋学院大 63 - 68 神奈川大 |
| 10日16:30 | 福岡大 80 - 99 東海大          | 白鷗大 91 - 55 広島大         |

2回戦
| 日時      | KA                            | KB                         |
| --------- | ----------------------------- | -------------------------- |
| 11日11:30 | 早稲田大 51 - 67 日本大       | 筑波大 77 - 50 中央大      |
| 11日13:10 | 専修大 87 - 76 近畿大         | 拓殖大 67 - 79 青山学院大  |
| 11日14:50 | 九州共立大 54 - 74 東海大     | 白鷗大 74 - 62 神奈川大    |
| 11日16:30 | 大東文化大 79 - 74 京都産業大 | 中京大 75 - 104 日本体育大 |

準々決勝
| 日時      | K                         |
| --------- | ------------------------- |
| 13日13:20 | 専修大 74 - 71 東海大     |
| 13日15:00 | 白鷗大 72 - 71 青山学院大 |
| 13日16:40 | 筑波大 94 - 77 日本体育大 |
| 13日18:20 | 大東文化大 79 - 76 日本大 |

準決勝
| 日時      | K                         |
| --------- | ------------------------- |
| 14日15:00 | 専修大 76 - 66 白鷗大     |
| 14日16:40 | 大東文化大 58 - 60 筑波大 |

3位決定戦
| 日時      | K                         |
| --------- | ------------------------- |
| 15日10:20 | 大東文化大 90 - 80 白鷗大 |

決勝
| 日時      | K                     |
| --------- | --------------------- |
| 15日12:30 | 筑波大 91 - 76 専修大 |

### 女子
1回戦
| 日時      | HA                                 | HB                              |
| --------- | ---------------------------------- | ------------------------------- |
| 9日11:30  | 関西学院大 62 - 67 順天堂大        | 日本体育大 104 - 54 東北学院大  |
| 9日13:10  | 新潟医療福祉大 68 - 75 桐蔭横浜大  | 大阪体育大 88 - 61 名古屋学院大 |
| 9日14:50  | 白鷗大 111 - 53 倉敷芸術科学大     | 札幌学院大 74 - 104 拓殖大      |
| 9日16:30  | 東京医療保健大 105 - 50 桜花学園大 | 武庫川女子大 72 - 99 愛知学泉大 |
| 10日11:30 | 山梨学院大 79 - 70 立命館大        | 北翔大 75 - 86 松蔭大           |
| 10日13:10 | 愛媛大 39 - 145 日本経済大         | 早稲田大 76 - 63 西南女学院大   |
| 10日14:50 | 大阪人間科学大 84 - 52 環太平洋大  | 鹿屋体育大 73 - 72 名古屋経済大 |
| 10日16:30 | 北陸大 57 - 83 専修大              | 筑波大 85 - 47 仙台大           |

2回戦
| 日時      | HA                               | HB                            |
| --------- | -------------------------------- | ----------------------------- |
| 11日11:30 | 白鷗大 83 - 69 桐蔭横浜大        | 日本体育大 57 - 70 愛知学泉大 |
| 11日13:10 | 山梨学院大 66 - 90 日本経済大    | 早稲田大 80 - 70 松蔭大       |
| 11日14:50 | 大阪人間科学大 62 - 69 専修大    | 筑波大 56 - 61 鹿屋体育大     |
| 11日16:30 | 東京医療保健大 122 - 69 順天堂大 | 大阪体育大 75 - 81 拓殖大     |

準々決勝
| 日時      | K                             |
| --------- | ----------------------------- |
| 12日11:30 | 白鷗大 72 - 66 日本経済大     |
| 12日13:10 | 早稲田大 67 - 79 愛知学泉大   |
| 12日14:50 | 鹿屋体育大 57 - 84 拓殖大     |
| 12日16:30 | 東京医療保健大 97 - 67 専修大 |

準決勝
| 日時      | K                             |
| --------- | ----------------------------- |
| 13日10:00 | 白鷗大 90 - 57 愛知学泉大     |
| 13日11:40 | 東京医療保健大 92 - 73 拓殖大 |

3位決定戦
| 日時      | K                         |
| --------- | ------------------------- |
| 14日10:20 | 拓殖大 88 - 79 愛知学泉大 |

決勝
| 日時      | K                             |
| --------- | ----------------------------- |
| 14日12:30 | 東京医療保健大 72 - 60 白鷗大 |

## 順位
| 順位   | 男子         | 男子         | 女子             | 女子         |
| 順位   | 大学名       | 備考         | 大学名           | 備考         |
| ------ | ------------ | ------------ | ---------------- | ------------ |
| 優勝   | 筑波大学     | 3年ぶり5回目 | 東京医療保健大学 | 3年連続3回目 |
| 準優勝 | 専修大学     |              | 白鷗大学         |              |
| 3位    | 大東文化大学 |              | 拓殖大学         |              |
| 4位    | 白鷗大学     |              | 愛知学泉大学     |              |

## 表彰
| タイトル     | 男子             | 男子               | 男子                        | 女子                     | 女子                                  | 女子                        |
| タイトル     | 選手名           | 所属               | 備考                        | 選手名                   | 所属                                  | 備考                        |
| ------------ | ---------------- | ------------------ | --------------------------- | ------------------------ | ------------------------------------- | --------------------------- |
| 得点王       | 西野曜           | 専修大№12、3年     | 104点                       | バイ・クンバ・ディヤサン | 拓殖大№23、2年                        | 100点                       |
| 3P王         | 盛實海翔         | 専修大№34、4年     | 15本                        | 今村優花                 | 白鷗大№7、3年                         | 13本                        |
| リバウンド王 | アブ・フィリップ | 専修大№30、4年     | OFF23REB DEF45REB 合計68REB | 岡田真那美               | 愛知学泉大№3、3年                     | OFF19REB DEF39REB 合計58REB |
| アシスト王   | 増田啓介         | 筑波大№11、4年     | 15本                        | 平末明日香 藤田歩        | 東京医療保健大№13、4年 拓殖大№39、3年 | 21本                        |
| 優秀選手     | 増田啓介         | 筑波大№11、4年     |                             | 平末明日香               | 東京医療保健大№13、4年                |                             |
| 優秀選手     | 山口颯斗         | 筑波大№27、3年     |                             | 藤本愛妃                 | 東京医療保健大№18、4年                |                             |
| 優秀選手     | 西野曜           | 専修大№12、3年     |                             | 軸丸ひかる               | 白鷗大№4、4年                         |                             |
| 優秀選手     | 中村浩陸         | 大東文化大№34、4年 |                             | 小笠原美奈               | 拓殖大№36、4年                        |                             |
| 優秀選手     | 前田怜緒         | 白鷗大№77、4年     |                             | 高橋華菜                 | 愛知学泉大№15、4年                    |                             |
| MIP          | 盛實海翔         | 専修大№34、4年     |                             | 平末明日香               | 東京医療保健大№13、4年                |                             |
| 敢闘賞       | 盛實海翔         | 専修大№34、4年     |                             | 佐坂樹                   | 白鷗大№14、4年                        |                             |
| MVP          | 牧隼利           | 筑波大№88、4年     |                             | 永田萌絵                 | 東京医療保健大№32、4年                |                             |